# ヨーナス・スンドマン
ヨーナス・スンドマン（Joonas Sundman 、1998年1月20日 - ）は、フィンランド・セイナヨキ出身のプロサッカー選手。トゥルン・パロセウラ所属。ポジションは、ディフェンダー。